# Csőrcsapat
A Csőrcsapat (eredeti cím: D’Myna Leagues) 2000-től 2001-ig vetített amerikai–kanadai televíziós rajzfilmsorozat. A tévéfilmsorozat gyártója a Studio B Productions. Műfaját tekintve sportfilmsorozat. Kanadában az YTV vetítette, Magyarországon az RTL Klub sugározta.

## Ismertető
A történet főhősei egy különböző helyszínekről összeválogatott madarakból álló baseball csapat, akik minden meccsüket próbálják megnyerni.

## Szereplők
- Seregély Ebbet – A kéktollú, fehér ruhás seregély, a baseball csapat tagja. (Szabó Máté)
- Nikki – A sárga tollú, piros ruhás lánymadár, a baseball csapat egyik tagja. (Pupos Tímea)
- Sirály Rip – (Megyeri János)
- Lucinda – (Sági Tímea)
- Csóka Steve – (Gubányi György István)
- Csóka Jeff – (Joó Gábor)
- Csóka Jackie – (Maday Gábor)
- Sammy – (Gáspár András)
- Sártaposó – (Kossuth Gábor)
- Réce Reggie – (Kapácsy Miklós)
- A Flamingo kölyök – (Seder Gábor)
- Horatio (Dagi) – (Vári Attila)
- Radcliffe – Egy kapzsi macska, aki mindet elkövet hogy a Csőrcsapat veszítsen. (Barbinek Péter)
- Hájas és Paully – Radcliffe kétbalkezes csatlósai. (Papucsek Vilmos és Magyar Bálint)
- Cica Leena – A sárga piros kosztümös macska hölgy, Sirály Rip főnökasszonya. (Nyírő Bea)
- Harry, Barry és Bart – Három madár, ők kommentálják a Csőrcsapat összes meccsét. (Haagen Imre, Sörös Miklós és Juhász Zoltán)
- Vérszívó Jerry – (Katona Zoltán)
- Baseball bíró – (Szinoval Gyula)
- Vércse Berta – (Sánta Annamária)
- Vércse asszony, Berta anyja – (Rátonyi Hajni)
- Mosómedve – (Szokol Péter)

További magyar hangok: Balázsi Gyula, Baráth István, Bókai Mária, Breyer Zoltán, Fehér Péter, Garamszegi Gábor, Kajtár Róbert, Kelemen Kata, Kisfalusi Lehel (Sirály Rupert), Kiss Anikó, Lázár Erika, Némedi Mari, Pap Katalin, Potocsny Andor, Presits Tamás, Rudas István, Sótonyi Gábor (Rigó Rodd), Talmács Márta (Baseballozó kislány), Viczián Ottó

## Epizódok
| 1. A beképzelt kölyök (The Golden Boy) 2. Irány Malacfarm! (On the Road) 3. Zavar keltés (Psych Out) 4. Össze áll a csapat (Birth o' Da Birds) 5. A móka verseny (Joke's on You) 6. A kis kapu (Baseball - Bah, Humbug!) 7. Sport riporter kerestetik (Sticks and Stones) 8. Csókacirkusz (Mungomania) 9. Fogyótúra (A Tree Grows in Mynaville) 10. Anya csak egy van (Mommy, Dearest) 11. Hókuszpókusz (Who Do Voodoo?) 12. Vércse Berta, a rivális (Don't It Make My Blue Eyes Green) 13. Az álnok mosómedve (Somethin' Stinks) | 1. Csapatszellem (Tribe Has Spoken) 2. A szuper Séf (Titanium Chef) 3. A testmozgás (Showdown) 4. Csóka tréfa (And Then There Were Two) 5. Botcsinálta költő (Pure Poetry) 6. Csőrvára szépe (Skin Deep) 7. Az ájtatos macska (A Peaceful Queasy Feeling) 8. A vándor csapat (Come Barnstorm With Me) 9. Robot a pályán (B.R.A.D. 9000) 10. Sirály tesó (Oh, Brother) 11. A játék bolond (Video Killed the Baseball Star) 12. Kincs, ami nincs (Scavenger Avengers) 13. A félénk csibe (A Starling is Born) |